# Пеструшка Радде
Пеструшка Радде, или алдания Радде (лат. Aldania raddei) — вид бабочек из семейства нимфалиды (Nymphalidae).

## Этимология названия
Видовое название дано в честь Густава Ивановича Радде (1831—1903) — русского географа и натуралиста, член-корреспондента Петербургской Академии наук.

## Описание
Длина переднего крыла самца 33—38 мм, самки 35—40 мм. Размах крыльев 56—80 мм. Крылья пепельно-серого либо серовато-белого цвета с коричневыми жилками, без перевязей и пятен. Крылья затемнённые размытым буроватым напылением на краях и вдоль жилок. Прикорневой участок переднего крыла под центральной ячейкой тёмный, чёрно-бурого цвета. Самка крупнее самца, её крылья более широкие. окраска крыльев самки более светлая, чем у самца.
Рисунок на нижней стороне крыльев у обоих полов практически не отличается от такового на верхней стороне. Прикорневая область заднего крыла тёмно-бурая.

## Ареал и места обитания
Северо-восточный Китай, полуостров Корея, в России — юг Хабаровского края, юг Еврейской автономной области, юго-восток Амурского области, Приморье.
Бабочки встречаются в широколиственных и смешанных лесах, в ильмово-широколиственных лесах горных долин.

## Биология
Развивается в одном поколении за год. Время лёта с в Приамурье — с конца мая, в Приморье — с начала июня до конца июля. Кормовое растение гусениц — ильм.